# Lampropholis elongata
Lampropholis elongata — вид сцинкоподібних ящірок родини сцинкових (Scincidae). Ендемік Австралії.

## Поширення і екологія
Lampropholis elongata мешкають в горах Великого Вододільного хребта на сході Нового Південного Уельсу. Вони живуть в евкаліптових лісах, серед купин трави і скель, на висоті від 1180 до 1455 м над рівнем моря.